# 박유향
박유향(朴有香, 4월 4일~)은 대한민국의 가수이다. 재일 한국인이며, 시온이라는 이름으로 활동한다.